# 영국의 로마 가톨릭교회
영국의 로마 가톨릭교회는 1801년 영국 성립 이후, 이 연합 왕국 안에 포함된 잉글랜드와 스코틀랜드, 웨일스, 북아일랜드의 모든 가톨릭교회를 아우르는 말이다. 1801년 당시에는 가톨릭교도 해방령이 빠르게 진행 중이던 시기였는데, 영국 본토, 특히 잉글랜드 지역에서만은 프로테스탄티즘의 우위가 여전히 힘을 발휘하고 있었다.

## 차별
16세기 종교개혁 때부터 1707년 그레이트브리튼 왕국 성립 이전까지 영국의 가톨릭교회는 오랜 세월 각종 차별을 받아왔다. 영국의 가톨릭 신자들은 투표권이 없었을 뿐만 아니라 정치와 공무원직에도 나갈 수 없었다. 이민법과 같은 연합 조약에 의거하여, 가톨릭 신자는 영국 왕위 계승권이 부여되지 않는다. 그리고 영국 통일 이전의 잉글랜드와 스코틀랜드처럼 가톨릭교도 대부분에게는 영국 시민권을 잘 발급해 주지 않으려고 하는 등 여전히 차별이 존재하고 있어서 심각한 사회 문제가 되고 있다.

## 가톨릭의 부활
아일랜드 대기근과 그로 인한 가톨릭교도들의 대규모 탈출로 많은 아일랜드의 가톨릭교도들이 잉글랜드와 웨일스, 스코틀랜드에 들어와 정착하게 되었다. 그리하여 교황 비오 9세는 1850년에는 잉글랜드 웨일스에, 1878년에는 스코틀랜드에 가톨릭교회 교계제도를 다시 수립하였으며, 영국 가톨릭교회는 부활하게 되었다. 그 이후로 수많은 영국인들이 가톨릭 신자가 되었는데, 존 헨리 뉴먼, 어거스터스 퓨진, 뮤리엘 스파크, G. K. 체스터튼, 로널드 녹스, J. R. R. 톨킨, 말콤 머거리지, 토니 블레어 등의 저명인사들도 여기에 포함된다.

## 교계제도
영국 중앙 통계청의 조사에 따르면, 현재 그레이트브리튼섬의 인구 59,381,000명 가운데 5,264,000명(전체 국민의 8.87%)이 가톨릭 신자이다. 총 32곳의 교구에 2,977채의 본당이 있다. 영국 가톨릭교회는 다른 나라의 가톨릭교회와는 달리 영국을 구성하는 세 나라인 잉글랜드 웨일스(잉글랜드와 웨일스), 스코틀랜드, 북아일랜드 등 세 개의 교회로 나뉘어 구성되어 있으며, 이 세 교회를 묶어주는 특정한 단일체계는 존재하지 않는다.

## 같이 보기
- 잉글랜드와 웨일스의 로마 가톨릭교회
- 스코틀랜드의 로마 가톨릭교회
- 북아일랜드의 로마 가톨릭교회